# Воронин, Андрей Фёдорович (Герой Советского Союза)
Андрей Фёдорович Воронин (1900—1979) — сержант Рабоче-крестьянской Красной Армии, участник Великой Отечественной войны, Герой Советского Союза (1944).

## Биография
Родился 15 августа 1900 года в селе Антоновка (ныне село Койлык, Саркандский район Алматинской области Казахстана) в семье крестьянина.
Получил начальное образование, работал в колхозе.
В августе 1941 года Воронин был призван на службу в Рабоче-крестьянскую Красную Армию. С ноября 1942 года — на фронтах Великой Отечественной войны. К сентябрю 1943 года гвардии сержант Андрей Воронин командовал отделением 60-го гвардейского кавалерийского полка 16-й гвардейской кавалерийской дивизии 7-го гвардейского кавалерийского корпуса 61-й армии Центрального фронта. Отличился во время битвы за Днепр.
27 сентября 1943 года Воронин, несмотря на массированный вражеский огонь, одним из первых на подручных средствах переправился через Днепр и пулемётным огнём прикрывал переправу эскадрона. 30 сентября он первым ворвался в деревню Галки Брагинского района Гомельской области Белорусской ССР и уничтожил несколько солдат противника, что способствовало продвижению полковых подразделений вперёд.
После окончания войны был демобилизован. Проживал и работал в Алма-Ате.
Умер 26 июня 1979 года, похоронен на кладбище на проспекте Рыскулова.

## Награды
- Указом Президиума Верховного Совета СССР «О присвоении звания Героя Советского Союза генералам, офицерскому, сержантскому и рядовому составу Красной Армии» от 15 января 1944 года за «образцовое выполнение боевых заданий командования на фронте борьбы с немецкими захватчиками и проявленными при этом отвагу и геройство» гвардии сержант Андрей Воронин был удостоен высокого звания Героя Советского Союза с вручением ордена Ленина и медали «Золотая Звезда» за номером 3006[1][2].
- Был также награждён орденом Красной Звезды и рядом медалей[1].